# Sautusvaaranjärvi
Sautusvaaranjärvi är en sjö i Kiruna kommun i Lappland och ingår i Torneälvens huvudavrinningsområde. Sautusvaaranjärvi ligger i Sautusvaara Natura 2000-område.